# Godelleta
Godelleta – gmina w Hiszpanii, w prowincji Walencja, we wspólnocie autonomicznej Walencja, o powierzchni 37,45 km². W 2011 roku liczyła 3371 mieszkańców.